# NGC 1095
NGC 1095 je galaksija u zviježđu Kit.

## Vanjske poveznice
- SEDS: NGC 1095